# Thassapak Hsu
Thassapak Hsu (tailandés= ธรรศภาคย์ ชี, chino= Xu Zhixian) más conocido como Bie (tailandés= บี้), es un actor, modelo, cantante y presentador taiwanés-tailandés. Uno de sus famosos dramas es My Girlfriend is an Alien(2019).

## Biografía
Es hijo de padre chino y madre tailandesa. Nació en Taiwán pero a los 14 años se mudó a Tailandia.
Estudió en la Universidad de Thai Chamber of Commerce.
Habla con fluidez tailandés, chino mandarín e inglés.
En el 2012 comenzó a salir con la actriz y modelo tailandesa Sumonthip "Gubgib" Leungutai, el 23 de enero del 2016 la pareja se casó y actualmente tienen dos hijas Paulina "Paopao" Hsu (a quien le dieron la bienvenida el 23 de junio del 2016) y Lalina Hsu (a quien le dieron la bienvenida el 7 de mayo de 2020).

## Carrera
Es miembro de la agencia "汉森娱乐".

### Televisión
El 7 de febrero del 2015 se unió al elenco principal de la serie taiwanesa Club Friday The Series Season 5: Secret of a Heart That Doesn't Exist donde interpretó a Win, un joven que comienza una relación homosexual con Boss (Witwisit Hiranyawongkul) a quien conoce en línea, hasta el final de la serie el 28 de febrero del mismo año.
El 23 de abril del 2018 se unió al elenco principal de la serie china Cinderella Chef donde dio vida a Xia Chunyu, el 3er. maestro del campamento de la Fortaleza del Viento Negro que termina enamorándose de Ye Jinxuan (Chong Danni).
El 27 de mayo del mismo año se unió al elenco principal de la serie china Love Won't Wait donde interpretó a Lu Yang, un joven doctor rico que termina enamorándose de Wan Jialing (Cecilia Cheung) a quien apoya en las buenas y en las malas, hasta el final de la serie el 23 de junio del mismo año.
El 19 de agosto del 2019 se unió al elenco principal de la serie china My Girlfriend is an Alien donde dio vida a Fang Leng, un dominante CEO dominante que olvida a las mujeres que lo rodean cada vez que llueve, pero que termina enamorándose de la joven alienígena Chai Xiaoqi (Wan Penp), hasta el final de la serie el 24 de septiembre del mismo año.

### Música
En 2013 formó parte del grupo surcoreano "VICTOR" junto a Kim Hyo-choo (Choo), Z.NU (Gyum), Kim Hyo-in (In) y Yoo Jun-hwan (Jun). Dentro del grupo fue uno de los vocalistas. El grupo hizo su debut con el sencillo digital "V-Up".

## Filmografía

### Series de televisión
| Año         | Título                                                                    | Personaje                | Notas        |
| ----------- | ------------------------------------------------------------------------- | ------------------------ | ------------ |
| 2024        | Insect Detective 2                                                        |                          |              |
| 2023        | When a Snail Falls in Love                                                | Prach                    | 20 episodios |
| 2022        | My Girlfriend is an Alien 2                                               | Fang Leng                | [ 9 ]        |
| 2020        | I Don't Want to Run Season 2                                              | Li Su Hang               |              |
| 2020        | I Don't Want to Run                                                       | Li Su Hang               |              |
| 2020        | Fai Sin Chua                                                              | Ben                      |              |
| 2020        | Club Friday Season 12: Uncharted Love                                     | Ek                       |              |
| 2019        | My Girlfriend is an Alien                                                 | Fang Leng                | 28 episodios |
| 2018        | Love Won't Wait                                                           | Dr. Lu Yang              | 47 episodios |
| 2018        | Cinderella Chef                                                           | Xia Chunyu / Xie Qianfan | 56 episodios |
| 2018        | 朱槿花开                                                                  | 罗旺财                   | 43 episodios |
| 2018        | Behind The Sin: The Series (เรื่องลับหลัง)                                    | Ying Siwat               | 19 episodios |
| 2017        | The Cupids Series: Kamathep Prab Marn (กามเทพ ปราบ มาร)                   | Jett                     |              |
| 2016        | Songkhram Yaeng Phu to Be Continued: Secret of a Heart That Doesn't Exist | Win                      |              |
| 2016        | Songkhram Yaeng Phu to Be Continued                                       | Win                      |              |
| 2016        | Lovey Dovey (แผนร้ายนายเจ้าเล่ห์)                                             | Kongfa                   | 20 episodios |
| 2016        | Club Friday To Be Continued: Friend & Enemy (ตอน เพื่อนรัก เพื่อนร้าย)          | Nat                      | 15 episodios |
| 2016        | Sane Rai Ubai Rak (เสน่ห์ร้ายอุบายรัก)                                         | Thanathat                | 18 episodios |
| 2015 - 2016 | Ploer Jai Hai Nai Pbeesard (Devil Lover เผลอใจ..ให้นายปีศาจ)                | Kirin                    |              |
| 2015        | Club Friday The Series Season 5: Secret of a Heart That Doesn't Exist     | Win                      | 4 episodios  |
| 2014        | Room Alone 401-410: The Series (ซีรีส์ของคนเหงาๆ)                            | Tawan                    |              |
| 2014        | Club Friday The Series 5 (ความรักกับความลับ ย้อนหลัง)                          | Win                      |              |
| 2014        | Club Friday The Series 3                                                  | Pek                      |              |
| 2013        | The Sixth Sense 2 (สื่อรักสัมผัสหัวใจ 2)                                        | Kim Song-soo             |              |

### Programas de televisión
| Año  | Título                            | Notas              |
| ---- | --------------------------------- | ------------------ |
| 2018 | Super Nova Games (超新星全运动会) |                    |
| 2015 | 花颜的秘密                        |                    |
| -    | Talk with Toey Tonight            | ep. #80 - invitado |

### Aparición en videos musicales
| Año  | Intérprete                       | Canción          | Notas                             |
| ---- | -------------------------------- | ---------------- | --------------------------------- |
| 2016 | Nararak Jaibumrung (Ten Nararak) | "多少的爱都不要" | junto a Preechaya Pongthananikorn |

### Revistas / sesiones fotográficas
| Año  | Título   | Notas |
| ---- | -------- | ----- |
| 2015 | OK       |       |
| 2013 | ATTITUDE |       |

### Endorsos
| Año | Título                                 | Notas |
| --- | -------------------------------------- | ----- |
| -   | China Airlines (中华航空) - "必游泰国" |       |

## Discografía

### Singles
| Año  | Título                           | Álbum                              | Notas |
| ---- | -------------------------------- | ---------------------------------- | ----- |
| 2019 | Take Love For Granted (爱所当然) | OST de "My Girlfriend is an Alien" |       |
| 2018 | 听到                             | OST de "朱槿花开"                  |       |

### Colaboraciones
| Año  | Intérpretes              | Canción     | Notas |
| ---- | ------------------------ | ----------- | ----- |
| 2011 | Rose KNP y Thassapak Hsu | "ผิดคนรึเปล่า" |       |

### VICTOR

#### Miniálbumes
| Año  | Canción      | Notas       |
| ---- | ------------ | ----------- |
| 2013 | V-Up!        | (coreano)   |
| 2013 | Till The End | (tailandés) |